# Lygrus unicolor
Lygrus unicolor är en skalbaggsart som först beskrevs av J. Linsley Gressitt 1951.  Lygrus unicolor ingår i släktet Lygrus och familjen långhorningar. Inga underarter finns listade i Catalogue of Life.